# Неокогнітрон

Будова неокогнітрону

Неокогнітрон — згорткова ієрархічна, багатошарова штучна нейронна мережа, заснована на принципах некерованого навчання. Розроблена професором Фукусімою у 1980 році і являє собою подальший розвиток когнітрону.
Модель заснована на дослідах в галузі нейробіології і являє собою спрощену модель організації зорової кори ссавців. Некогонітрон має багаторічну історію, величезну кількість модифікацій мережі, значно поліпшуючих її можливості. Професор Фукусіма регулярно публікує нові розробки та доповнення мережі, що робить процес навчання та розпізнання ліпшим з року в рік.
Неокогнітрон пристосований для розпізнання візуальних даних, окрім того, існують модифікації, які дозволяють навчатися керовано через ручний вибір відповідних репрезентативних нейронів на клітинній площині, або менш популярний, через метод зворотного поширення помилки.

## Архітектура

Рецептивне поле. Кожний нейрон спостерігає за відповідною областю

Неокогнітрон складається з чергуючихся S (simple) — простих та C (complex) — комплексних (складних) шарів.
Кожний шар, відповідно, містить певну кількість площин U нейронів та одну площину гальмуючих V нейронів.
S нейрони виконують функцію розпізнання образів, C-нейрони — функцію неоднорідного периферійного розмивання.
Кожен нейрон на площині має своє рецептивне поле, тобто спостерігає за визначеною областю.
В процесі навчання змінюються коефіцієнти a для кожного з Us-нейронів та b — для кожної Us-площини.
Для комплексних нейронів, при ініціалізації, задаються коефіцієнти c та d, залежно від модифікації неокогнітрону, які залишаються незмінними впродовж усього процесу навчання.

## Різновиди неокогнітрону
За свою багаторічну історію неокогнітрон зазнавав багато змін і модифікацій. Так, наприклад, з'явилися:
- Неокогнітрон з двома C-шарами.[3]
- Неокогнітрон, навчання якого проходить через метод зворотного поширення помилки.[4]
- Неокогнітрон з селективною увагою у візуальному розпізнаванні образів і асоціативного відкликання.[5]